# 새언약
새 언약(新約, 히브리어: ברית חדשה, 고대 그리스어: διαθήκη καινή 디아테케 카이네[*], 영어: New Covenant)는 그리스도교 신학에서 사용하는 용어로 구약성경에 대비하여 신약성경의 다른 표현이기도 하다. 종말론적 메시야 시대나 다가올 세계를 말하는 사상이다. 일반적으로, 그리스도교인들은 새 언약이 예수님께서 직접 진행하신 유월절 성찬 예식 때 세워졌다고 믿는다. 요한복음에서는 새 계명이라고도 하였다.
다른 개신교 신학 연구에서 새 언약을 다른 식으로 해석하기도 하는데, 시작된 종말론 신학자들은, 새 언약은 예수님 재림 이후에 이루어질 예언으로 하나님과 그리스도교인과의 연속적인 관계를 표상한다고 한다. 즉, 새 언약은 이 세상에서 믿음을 통해 성취되는 것이 아니라, 천국에서 이뤄질 일이라고 해석한다. 예수님의 피와 새 언약은 예수님의 말씀인 "이 잔은 내 피로 세우는 새 언약" 따라 밀접한 관련이 있는 것으로 해석한다.

## 구약에 등장하는 새 언약
이 단어는 구약성경(히브리어 성경) 예레미아서에 있는 성구에서 처음으로 나오는 성경 해석 용어이다. 예레미아 성경에는 하나님께서 직접 새언약을 세우실 것으로 기록되어 있다.

## 신약에 등장하는 새 언약
예수님이 하나님이라는 증거를 여기에서도 볼 수 있는데, 하나님께서 직접 새 언약을 세우신다고 하셨는데, 이 예언을 예수님께서 새 언약을 세우셨던 것으로 성취했던 것이다. 이 날은 유월절인데, 구약의 유월절 제사와는 별개로 예수님께서 새 언약으로 새롭게 세우신 언약이다.
또 떡을 가져 사례하시고 떼어 저희에게 주시며 가라사대 이것은 너희를 위하여 주는 내 몸이라 너희가 이를 행하여 나를 기념하라 하시고 저녁 먹은 후에 잔도 이와 같이 하여 가라사대 이 잔은 내 피로 세우는 새 언약이니 곧 너희를 위하여 붓는 것이라— 누가복음 22:19-20

옛 언약이 존재했는데, 예수님께서 굳이 새 언약을 왜 세우셨는지에 대하여 그 의미를 가장 잘 설명하고 있는 성경은 히브리서 8장이다.
저 첫 언약이 무흠하였더면 둘째 것을 요구할 일이 없었으려니와 저희를 허물하여 일렀으되 주께서 가라사대 볼찌어다 날이 이르리니 내가 이스라엘 집과 유다 집으로 새 언약을 세우리라— 히브리서 8:7-8

하나님께서 모세와 함께한 이스라엘 백성들과의 첫 언약에는 흠이 있어서, 새 언약을 결국 세우셨다는 말씀이다. 즉, 완전하지 않은 율법을 완전하게 바꾸시겠다는 의미였던 것이다. 히브리서는 예레미아 31장 31절을 인용하여 새 언약의 예언이 존재했으며, 그 예언이 성취됨을 표현한 것이다.
나 여호와가 말하노라 보라 날이 이르리니 내가 이스라엘 집과 유다 집에 새 언약을 세우리라— 예레미야 31:31

## 새 언약의 다른 표현들
새 언약은 여러 표현으로 나오기도 하는데, '새 언약'(누가복음 22:20)이라고도 하고, '새 계명'(요한복음 13:34)이라고 하기도 하고, '약속'(히브리서 8:6)이라고 표현하기도 하였다.

## 그리스도교인의 관점
그리스도교인의 관점에서 새 언약은 예수님을 중보로한 하나님과 모든 사람(유대인과 비 유대인을 포함) 사이에 난 새롭고 산 길이다. 새 언약이야 말로 하나님을 믿음으로 말미암아 예수님의 재림 이후에 아담으로부터 시작된 원죄를 깰 수 있는 하나님의 법이다.
사도 바울도 말하기를 시내산에서 세운 옛 언약은 그 언약 자체로 죄와 사망에서 건질 수 없다고 표현하였다. 그리고, 옛 언약은 이방인(비 유대인)에게는 해당 사항이 없이 유대인에게만 세워진 것이다. 모든 그리스도인들은 새 언약을 믿어 원죄와 사망을 종식킬 수 있는 것이다.
바울은 하나님의 그리스도인에 대한 약속이 하나님의 유대인에 대한 약속과 기본적으로 다르다고 인식하고 있다. 예수님은 요한복음에서 '구원이 유대인에게서 난다'고 표현하셨다. 이에 대해 바울은 그리스도인을 '영적 유대인'이라고 칭하며, 그리스도인이야 말로 구원을 받을 수 있는 대상이라고 생각한다. 일부 그리스도교인들은 지금 현 시점에서 그리스도교회가 구약의 하나님의 약속들을 유대인에게서 이어받아 상속했다고 믿는다. 그래서 바울은 그리스도교인들이 구약 신앙에 접붙임 되었다고 증거하였다. 그리고, 그리스도 예수님 이후로는 유대인과 이방인 사이에 차별이 없다고 하였다. 그러므로, 그리스도인들은 영적 유대인으로서 구원을 받을 수 있는데, 바로 이런 모든 제도가 새 언약으로 말미암아 생겨난 것이다. 그래서 바울은 육신의 자녀(육신적 유대인)가 하나님의 자녀가 아니고, 약속을 받은 자(영적 유대인)가 하나님의 자녀임을 증거하고 있는 것이다.

## 유대교인의 관점
예레미아 선지자의 이 말은 장차 올 세상(종말론적 메시아 시대)이 이르면, 하나님께서 모세에게 주셨던 옛 언약이 완전히 성취될 것으로 인지하고 있다.
나 여호와가 말하노라 보라 날이 이르리니 내가 이스라엘 집과 유다 집에 새 언약을 세우리라— 예레미야 31:31

옛 언약의 율법을 보면, 안식일은 하나님과 백성 사이의 영원한 표징(출애굽기 31:13-17)이라고 되어 있는데, 타나크에 의하면, 안식일은 안식 천년을 지나서 영원한 안식을 누리는 천국의 예표로 되어 있다. 유대교의 관점에서 "새 언약"이라는 말은 새로운 법의 출현이 아니라, 기존의 율법의 완료를 의미하고 있다.
내가 그들에게 일치한 마음을 주고 그 속에 새 신을 주며 그 몸에서 굳은 마음을 제하고 부드러운 마음을 주어서 내 율례를 좇으며 내 규례를 지켜 행하게 하리니 그들은 내 백성이 되고 나는 그들의 하나님이 되리라— 에스겔 11:19-20

이처럼 유대인들은 하나님께서 마지막 때 나타나셔서, 새로운 마음을 주시고, 유대인들만의 하나님이 되어 주실 것을 믿고 있다.
또 새 영을 너희 속에 두고 새 마음을 너희에게 주되 너희 육신에서 굳은 마음을 제하고 부드러운 마음을 줄 것이며... 내 백성이 되고 나는 너희 하나님이 되리라 ...— 에스겔 36:26-28

## 같이 보기
- 유대 그리스도교인
- 신약성경
- 새 포도주를 낡은 가죽 부대